# Ершова, Тамара Ивановна
Тамара Ивановна Ершова (1920 — 1959) — советский хозяйственный, государственный и политический деятель.

## Биография
Родилась в 1920 году в деревне Ельзово, Тверской губернии (ныне → Калининский район (Тверская область)).
В 1944 году заочно окончила Свердловский государственный педагогический институт. В 1955 окончила Академию общественных наук при ЦК ВКП(б). Член ВКП(б) с 1945 года.
С 1943 года — на хозяйственной, общественной и политической работе. В 1943—1959 гг. — инструктор Отдела пропаганды и агитации Свердловского областного комитета ВЛКСМ, инструктор Отдела пропаганды и агитации ЦК ВЛКСМ,  секретарь ЦК ВЛКСМ по работе среди школьной молодёжи и пионеров ЦК ВЛКСМ, референт, заместитель председателя Антифашистского комитета советской молодёжи, заместитель председателя Советского комитета защиты мира, секретарь ЦК ВЛКСМ по работе среди пионеров и школьной молодёжи, в Институте мировой экономики и международных отношений Академии наук СССР, представитель СССР в Комиссии по правам женщин при Экономическом и социальном совете Организации Объединённых Наций.
В 1949 году на XI съезде ВЛКСМ выступила с докладом о работе комсомола в школе. 1950—1954 гг. депутат Верховного Совета СССР 3-го созыва.
Умерла 14 марта 1959 года в Москве. Похоронена на Новодевичьем кладбище.